# 傅兴国
傅兴国（1960年11月—），男，汉族，天津宁河人。中华人民共和国政治人物。1977年7月参加工作，1987年1月加入中国共产党。北京师范大学教育系学校教育专业毕业，中国人民大学劳动人事学院劳动经济学专业研究生学历，经济学博士学位。曾任中共中央组织部副部长、国家公务员局局长。

## 生平
历任人事部考试录用司干部、综合处副处长、处长；公务员管理司培训处处长、副司长、司长；国家公务员局副局长、党组成员。
2011年12月，任中共宁夏自治区党委常委、自治区党的建设领导小组副组长、自治区党委组织部部长、自治区党委党校校长，自治区人才工作协调小组组长，自治区党的建设研究会会长。
2016年12月，任人力资源和社会保障部副部长、党组成员，国家公务员局局长、党组书记。
2017年10月，当选中国共产党第十九届中央委员会候补委员。2018年4月，卸任人力资源和社会保障部副部长、党组成员，改任中共中央组织部部务委员（副部长级）且继续被国务院任命为国家公务员局（中共中央组织部对外保留的牌子）局长。同年7月，任中共中央组织部副部长。
2022年7月，不再担任国家公务员局局长职务。